# Badliv
Badliv (engelska: By The Sea) är en brittisk komedifilm från 1982 med Ronnie Barker och Ronnie Corbett, 'The Two Ronnies'. Manus skrevs av Ronnie Barker under pseudonymen "Dave Huggett och Larry Keith".
Komedin utspelar sig på en badort i södra England. En grupp människor, alla tydliga stereotyper, är på badsemester och bor på hotell. Komedin har inga repliker utan istället hör man mest ett mumlande tonfall från figurerna.
En massa vansinnigheter sker hela tiden i form av en servitris som är förkyld, möbler som hela tiden går sönder och annat som går snett. Mest känd är ändå komedin för Ronnie Barkers figur som är en gubbsjuk äldre man som hela tiden bara är på jakt efter unga kvinnor för att se deras bröst och annat.

## Rollista i urval
- Ronnie Barker - Generalen
- Ronnie Corbett - Sonen
- Barbara New - Fastern
- Madge Hindle - Partnern
- Rikki Howard - Den rödhåriga
- Debbi Blythe - Flickvännen
- Gerrie Raymond - Servitrisen
- John Brewer - Snorungen
- Derek Ware - Polismannen